# Картель (психоанализ)
Картель, в Лакановском психоанализе, — закрытая клиническая группа из трёх-четырёх психоаналитиков, объединённых работой над серией клинических случаев. Помимо разборов случаев, группа может обращаться с вопросами к предположительно-знающему коллеге, который не присутствует на заседаниях картеля, а потому сохраняет нейтральную позицию, и который называется «плюс-один». «Плюс-один» занимает в картеле ту же позицию стороннего участника, что и психоаналитик в работе пациентом: он лишь направляет собственный поиск участников картеля, обращая их внимание на логику работы их бессознательного.
Формат картеля был предложен и разработан в 1960-е годы французским психоаналитиком Жаком Лаканом в его Фрейдовой школе Парижа (École Freudienne de Paris).